# Cryptantha gnaphalioides
Cryptantha gnaphalioides là loài thực vật có hoa trong họ Mồ hôi. Loài này được (Phil.) Reiche mô tả khoa học đầu tiên năm 1907.